# چرچهیل فالز، نیوفاندلند و لیبرادور
چرچهیل فالز (به انگلیسی: Churchill Falls) یک منطقهٔ مسکونی در کانادا است که در نیوفاندلند و لابرادور واقع شده‌است. چرچهیل فالز ۷۰۵ نفر جمعیت دارد.